# カートゥーン
カートゥーン（cartoon）は、ある語源から発展した複数の芸術形式についての呼称。
現代における狭義のカートゥーンは、アメリカ合衆国やヨーロッパの一コマ漫画か、ユーモラスな傾向を備えた子供向けのアニメーション作品を指し示す言葉である。この項ではこれら2つについて記述する。

## 歴史的用法
歴史的な語源におけるカートゥーンとは、油絵のような絵画作品の制作に際し、紙の上に原寸大で描かれる下絵（下書き）の意味である。厚紙を意味するイタリア語「カルトーネ」“cartone” あるいはオランダ語の「カルトン」“karton”に由来する。日本語では通常この意味でカートゥーンを用いず、フランス語読みでカルトンと称する。
カルトンは幾日にもわたる漆喰の上への彩色に際して、構成部分を正確に連結させるために、専らフレスコ画の制作に使用されていた。ラファエロやレオナルド・ダ・ヴィンチのような画家によるカルトンは、それ自体が高い価値を持っている。
ラファエロのカルトン
- 『ペテロに天国の鍵を授けるキリスト』のカルトン
- カルトンをもとに作られた『ペテロに天国の鍵を授けるキリスト』のタペストリー

ラファエロがタペストリー作成用に作成した下絵

## 印刷媒体
現代の出版業界におけるカートゥーンは、一般にユーモラスな傾向を備えたイラストレーション（戯画）のことを指す。

### 前史
15世紀末の宗教改革時に描かれたパンフレットの挿絵や、イギリスのホガースやギルレイらのユーモラスな風刺画、といったものをカートゥーンの祖とする見方がある が、あくまでも現代的な意味でのカートゥーンの源流を過去のメディアに求めての評価の結果であり、当時これらのものをカートゥーンと呼んだわけではない。

### 風刺イラストとしてのカートゥーン

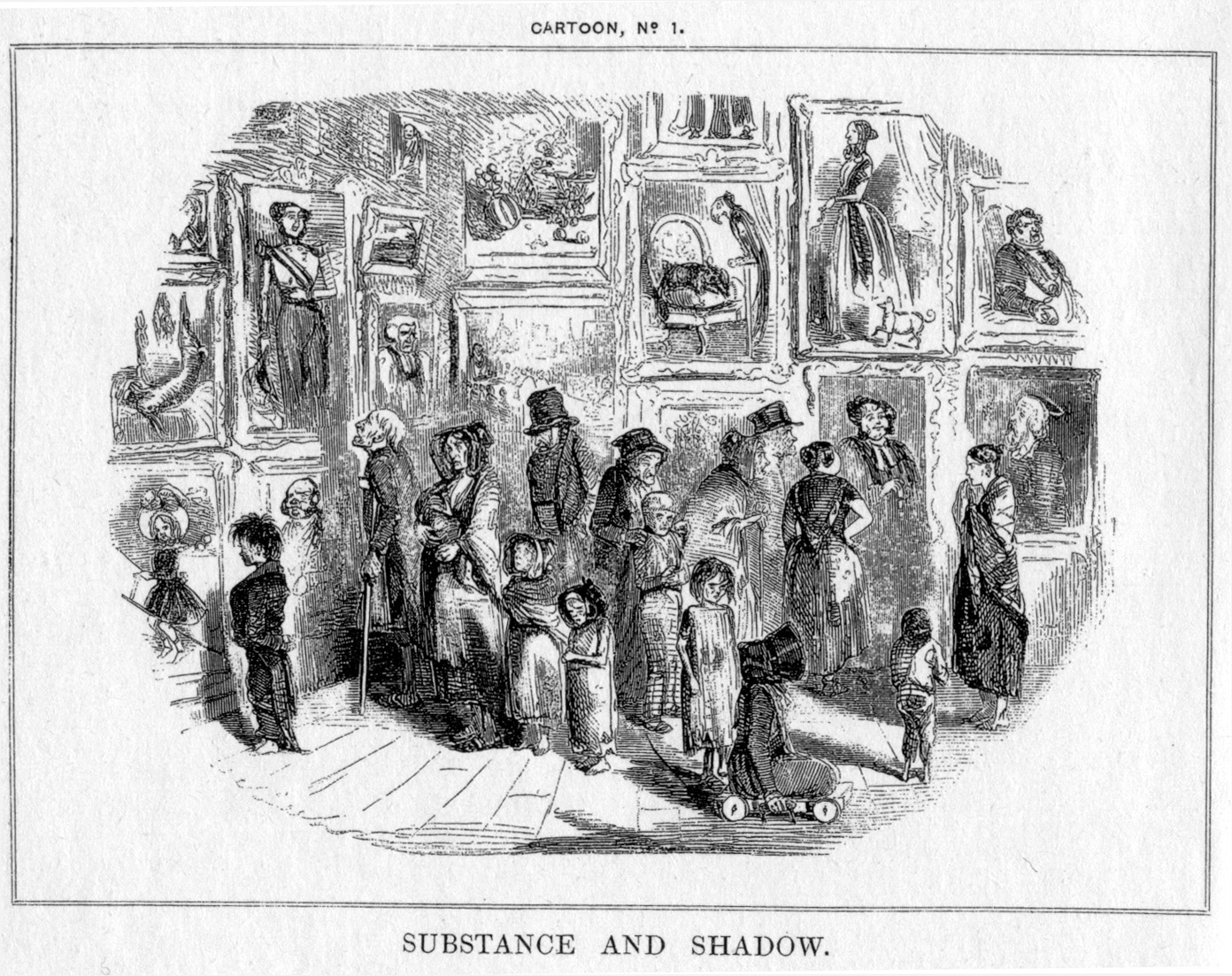
ジョン・リーチによる、新ウェストミンスター宮殿のフレスコ画下絵展示会を風刺するカートゥーン（1843年）

印刷技術の発達とともに新聞というニューメディアが勃興し、フランス、イギリス、アメリカ合衆国で政権攻撃の手段として風刺画が盛んに用いられるようになった。フランスではオノレ・ドーミエ、アメリカではトーマス・ナスト、『パック』の創刊者ジョセフ・ケプラーが大衆の支持を得た。
現代的な意味で、この種の風刺画を「カートゥーン」と呼ぶようになった最初は、1843年にイギリスの風刺漫画雑誌『パンチ』誌上における風刺画コーナー、とりわけジョン・リーチによるスケッチ調のペン画である。元来このコーナーは「ミスター・パンチの鉛筆画集」 Mr Punch's pencillings と題されていたが、政治家達の利己的な姿勢に対する皮肉として、「下書き」を意味する「カートゥーン」という題が新たに導入された。
新聞の政治面に掲載される風刺画は、政治漫画（ポリティカル・カートゥーン political cartoon）または論説漫画・社説漫画（エディトリアル・カートゥーン editorial cartoon）と呼ばれている。エディトリアル・カートゥーンは、アメリカで1940年代頃から通信社を通じての新聞記事全国配信システム（シンジケーション）によって広く読まれるようになり、多くの漫画家に影響を与えた。
エディトリアル・カートゥーンはおおむね、一コマまたは複数のコマ絵と、すぐ下に添えられた説明文（キャプション）かフキダシによる短い文字情報とで構成されている。人物や建物・道具といったものが象徴として用いられ、構図やポーズによって行為が規定されて、現実の事象に対する何らかの比喩を成している。実在人物の似顔絵が用いられる例が多く、過去の芸術作品の引用などが用いられる例もみられる。
『ワシントン・ポスト』専属だったハーブロックは、自身のエディトリアル・カートゥーンでピューリッツァー賞を3回受賞している。

### ギャグ・カートゥーン
アメリカ合衆国では、20世紀前半から、世相風刺によらないナンセンスなギャグを志向する「ギャグ・カートゥーン」が現れて、雑誌や新聞で掲載された。
ギャグ・カートゥーンは、エディトリアル・カートゥーン同様、おおむね一枚のイラストレーションと、すぐ下に添えられたキャプションまたはフキダシによる短い文字情報とで構成されている。フキダシを用いずにキャプションでセリフを表現する場合、口を開けた状態で描かれた人物の発言とする不文律がある。
『ザ・ニューヨーカー』誌の専属漫画家ピーター・アーノーは、アーノー自身も自称していたように「現代ギャグ・カートゥーンの父」とみなされている。特筆すべきギャグ・カートゥーン作家として、チャールズ・アダムス、チャールズ・バーソッティ、チョン・デイがいる。

### コミックスとカートゥーン
コミック・ストリップは、一般には「カートゥーン」ではなく、「コミックス（Comics）」あるいは「ファニーズ（Funnies）」と呼ばれる。それにも関わらず、コミック・ストリップの作者は、アメリカン・コミックやグラフィック・ノベルの作者も含め、上記の風刺漫画家と同様に、「カートゥニスト（Cartoonist、カートゥーン作家）」と総称される。

## アニメーション
コマ漫画と初期のアニメーション映画の表現手法上の類似性のために、「カートゥーン」という用語はアニメーションをも指すようになり、今日ではこの意味が用語カートゥーンの最も基本的な用法となっている。この用法においては、単語カートゥーンは時にはトゥーン（Toon）と短縮される（この用語はアメリカのアニメ（英語版）『ルーニー・テューンズ』の転訛かもしれない。また、この用語は映画『ロジャー・ラビット』により広まった。有名なのが、アニメが登場人物を殺した時の新聞の見出し「TOON KILLS MAN」の文字であろう）。
この用語は多くの場合、子供向けの、擬人化された動物、スーパーヒーロー、子供の主人公などによる冒険を特徴とするジャンルや、その他の類似ジャンルに対して最も頻繁に使用される。日本のアニメのように、西洋の伝統的なアニメーションの慣例に適合しないアニメーション作品は、概ね「カートゥーン」とは呼ばれないが、この状況は変化しつつある。同様に、子供に不適切な作品であることを明確にするために、多くの場合ポルノや18禁アニメのような成人向け作品に対してこの用語は用いられない。
アメリカ合衆国のアニメーション番組専門チャンネルカートゥーンネットワークは1997年に日本へ進出し放送を開始した。開局当初のカートゥーンネットワークジャパンでは自局で放送される番組の登場キャラクターすべてを「トゥーン」と呼んでいたが、このトゥーンには『ルーニー・テューンズ』や『トムとジェリー』、『ポパイ』といった典型的なカートゥーンキャラクターだけでなく、当時この局で放送された『平成天才バカボン』、『魔法のプリンセス ミンキーモモ』、『らんま1/2』など日本のアニメキャラクターも含まれている。日本において馴染みの薄かったカートゥーンやトゥーンの呼称はカートゥーンネットワークジャパンの開局によりある程度定着し、特に海外アニメファンは日本のアニメとの区別を図るため、これらの呼称を好んで利用するようになった。

### カートゥーン・アニメの歴史
最初の成功したカートゥーン・アニメーションは、ウィンザー・マッケイによる『恐竜ガーティ』である。1919年、オットー・メスマーがフィリックス・ザ・キャット・シリーズを制作し初のシリーズ作品となった。これらの作品は世界初のキャラクター・アニメーションであると考えられている。
1930年代から1960年代にかけて、専ら映画館で上映される長編映画の前座として膨大な数のカートゥーン・アニメーションが制作された。ユニバーサル・ピクチャーズ、メトロ・ゴールドウィン・メイヤー(MGM)、ディズニー(WD)、フライシャー・スタジオ、ワーナー・ブラザース(WB)は、これらの5分から10分間の短編カートゥーン映画の制作に関わる最大手企業であった。
1950年代後半に映画館は競争相手であるテレビに観客を奪われ、映画館用のカートゥーン映画は衰退し始めた。今日のカートゥーン・アニメーションのほとんどは、テレビ放送用に制作されている。

### カートゥーンアニメの主要なジャンル

#### ファニー・アニマルズ
初期のカートゥーンアニメの多くは人間のような姿をして言葉を喋る動物たちの活躍を描くファニー・アニマルズ（funny animals、動物アニメ）を題材としていた。このジャンルは1900年代初期から1940年代までのカートゥーンの主流であり、ディズニー、ユニバーサルや初期のフライシャー・スタジオの屋台骨を支えていた。

#### ザニー・ユーモア
（zany humor）ワーナー・ブラザースのバッグス・バニーやダフィー・ダック作品、メトロ・ゴールドウィン・メイヤーのテックス・エイヴリーの諸作品により、この有名なカートゥーンアニメの形式が導入された。通常これらのジャンルでは、登場キャラクターが大岩でぺちゃんこに潰されたり、崖っぷちから足を踏み外したまま、数秒間空中に浮かんでいるアクションなどが登場する。『ルーニー・テューンズ』や『トムとジェリー』などはこれらのアクションの好例である。ディズニーやフライシャーは真の意味でのこのジャンルを手掛けることはなかった。

#### 洗練されたカートゥーン
カートゥーンメディアの成熟により、そのユーモラスな性質を保ったまま、より洗練された作品が導入された。クラシック音楽はしばしば戯画化の素材とされた。特筆すべき例が、チャック・ジョーンズによる『オペラ座の狩人（原題：What's Opera, Doc?）』である。

#### リミテッド・アニメーション
1950年代、UPAを初めとする複数のアニメーション制作会社は、ディズニーに代表される従来のリアルで写実的なアニメーションに対し、作画や動作を簡略化した抽象的なリミテッド・アニメーションの手法を導入した。UPAが提示したこの楕円と直線に基づくデザインは、「Iスタイル」とも呼ばれる。

### 主要なカートゥーン・アニメ制作者と制作会社
- テックス・エイヴリー - バッグス・バニー、ダフィー・ダック、ドルーピーの生みの親。
- ハンナ・バーベラ・プロダクション - 『トムとジェリー』『チキチキマシン猛レース』『パワーパフガールズ』で知られるアニメーション制作会社。
- ウォルト・ディズニー - ミッキーマウスの生みの親。ウォルト・ディズニー・カンパニーの創業者。
- フライシャー兄弟 - ベティ・ブープの生みの親。短編アニメーション『ポパイ』、『スーパーマン』等でも知られる。
- チャック・ジョーンズ - 『ルーニー・テューンズ』『メリー・メロディーズ』の制作者。
- ウォルター・ランツ - ウッディー・ウッドペッカー、チリー・ウィリーの生みの親。